# О’Доннелл, Рози
Рози О’Доннелл (англ. Rosie O'Donnell, род. 21 марта 1962) — американская телеведущая, комедийная актриса, продюсер, певица, блогер, ЛГБТ-активистка и медийная личность.

## Карьера
Она стала популярна после выступлений в различных стенд-ап комеди шоу в начале 1980-х годов. С 1996 по 2002 годы она вела собственное шоу «Рози О’Доннелл шоу», за которое она получила несколько дневных премий «Эмми». В период съемок своего ток-шоу она выпустила свою первую книгу под названием «Find Me»
С 2006 года она вела ток-шоу «The View», в котором заменила в качестве ведущей ушедшую Мередит Виейру. После её прихода и небольшого изменения структуры шоу рейтинги проекта заметно увеличились, и шоу стало одним из самых популярных проектов дневного телевидения. В 2008 году шоу совместно с Рози выиграло «Дневную премию Эмми».
В декабре 2006 года О’Доннелл выступила с публичной критикой миллиардера Дональда Трампа из-за скандала вокруг конкурса «Мисс Америка» и его победительницы Тары Коннер.
В 2008 году она выступила продюсером фильма «Америка», где и сыграла одну из ролей. С ноября 2009 года она ведет собственное двухчасовое радиошоу, в котором обсуждаются различные политические события, которые волнуют общественность.
Рози О’Доннелл также снялась в нескольких фильмах. Она снималась в таких фильмах, как «Их собственная лига», «Неспящие в Сиэтле», «Райское наслаждение», «Флинтстоуны» и других.
Подписав контракт с ведущей Опрой Уинфри, О’Доннелл вернулась в эфир осенью 2011 года со своим новым шоу на канале Опры «OWN», которое было закрыто в конце марта 2012 года.
С 2013 года играет Риту, главную в «Girls United», в телесериале «Фостеры».

## Личная жизнь
Рози — открытая лесбиянка.
С февраля по август 2004 года Рози была жената на бизнесвумен Келли Карпентер-О'Доннелл. Их брак был аннулирован Верховным судом Калифорнии, но до 2007 года они продолжали отношения. У бывших супругов есть четверо детей, трое приёмных и один биологический — сын Паркер Джейрен О’Доннелл (род. 25 мая 1995 года), дочь Челси Белль О’Доннелл (род. 20 сентября 1997 года), сын Блейк Кристофер О’Доннелл (род. 5 декабря 1999 года) и дочь Вивьенн Роуз О’Доннелл (род. 29 ноября 2002 года, рождена Келли).
В 2012—2016 годах Рози была жената на исполнительном консультанте по поискам Мишель Раундс. У бывших супругов есть приёмная дочь — Дакота О’Доннелл (род. 5 января 2013 года).